# لاگوآ دا پراتا
لاگوآ دا پراتا (به پرتغالی: Lagoa da Prata) یک منطقهٔ مسکونی در برزیل است که در میناز ژرایس واقع شده‌است. لاگوآ دا پراتا ۴۳۹٫۹۸۴ کیلومتر مربع مساحت و ۵۲٬۷۱۱ نفر جمعیت دارد.